# جيمي ووكر (لاعب كرة قاعدة)
جيمي ووكر (بالإنجليزية: Jamie Walker) (و. 1971  م) هو لاعب كرة قاعدة أمريكي، ولد في ميكمينفيل، مركز لعبه هو مرسل الكرة ‏.

## روابط خارجية
- جيمي ووكر على موقع دوري كرة القاعدة الرئيسي (الإنجليزية)
- جيمي ووكر على موقعبيزبول رفرنس.كوم (الدوري الرئيسي) (الإنجليزية)
- جيمي ووكر على موقع إي إس بي إن.كوم (أم.أل.بي) (الإنجليزية)
- جيمي ووكر على موقع مشجعي الرسوم البيانية (الإنجليزية)